# Кућа у којој је живео и радио народни херој Миленко Хаџић у Сврљигу
Кућа у којој је живео и радио народни херој др. Миленко Хаџић у Сврљигу jесте грађевина и споменик културе у Сврљигу. За споменик културе проглашена је 1988. Налази се у приватном власништву.
У објекту је становао и радио народних херој Миленко Хаџић. На кући је постављена спомен–плоча.